# Tapis azerbaïdjanais

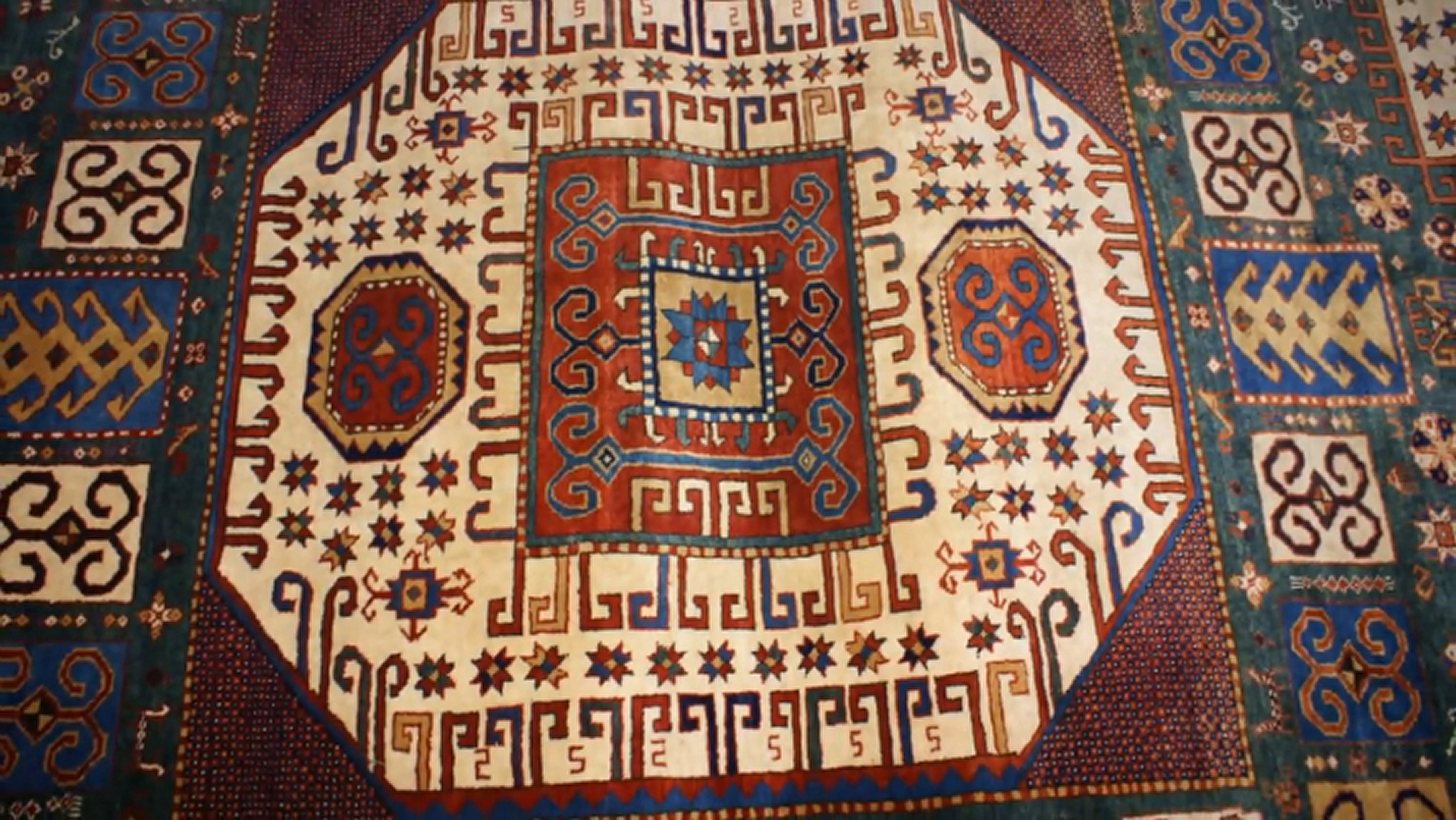
Tapis azerbaïdjanais de style Şirvan au musée national du tapis azerbaïdjanais.

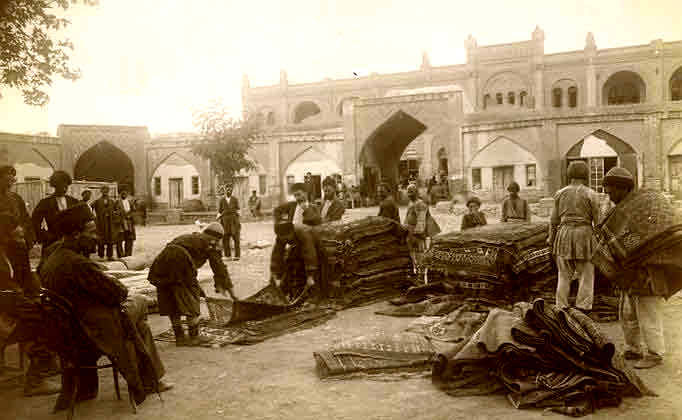
Marché de tapis à Gandja au XIXe siècle

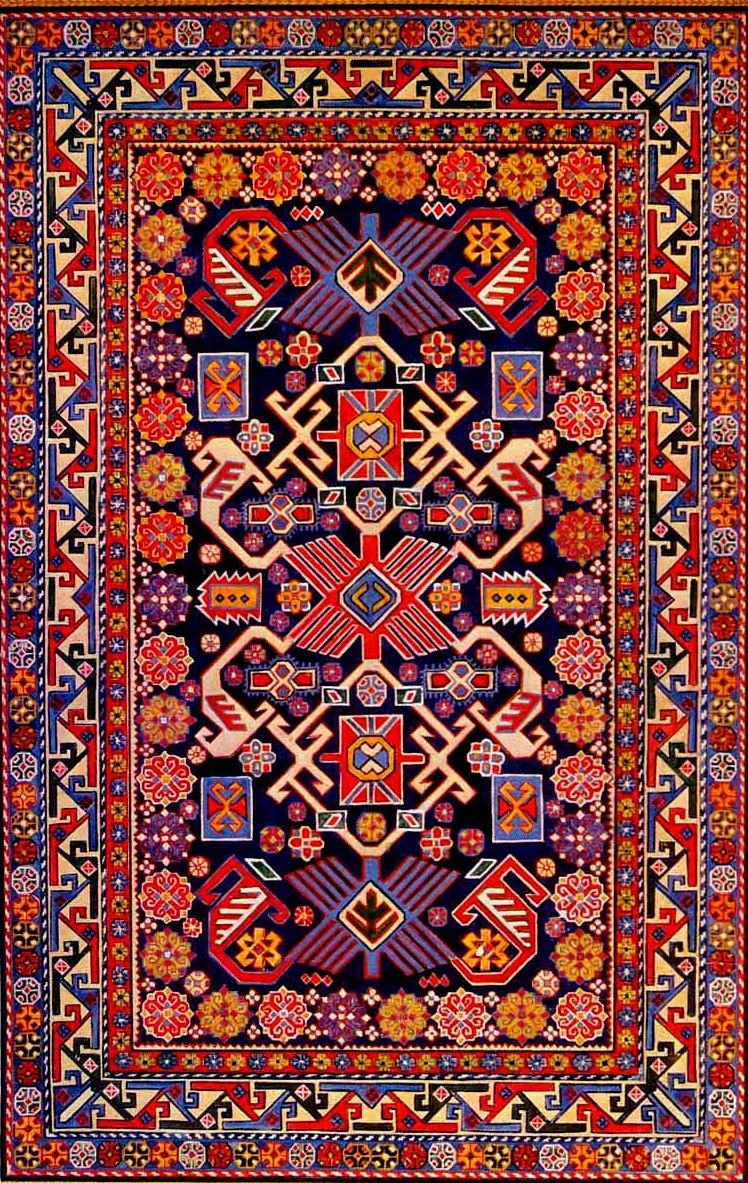
Un tapis azerbaïdjanais du Chirvan. Tapis du village de Bijo, XIXe siècle.

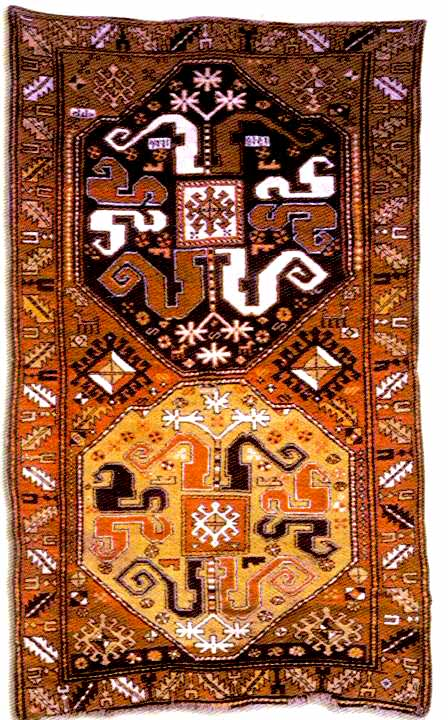
Un tapis Karabagh du sous-groupe Malibay. Village de Malayali de Shusha, 1813.

Le tapis azerbaïdjanais est un tapis dense, fait à la main sur un métier à tisser horizontal ou vertical. La laine, le coton ou la soie multicolores sont teints avec des colorants naturels. « L'art traditionnel du tissage du tapis azerbaïdjanais en République d'Azerbaïdjan » a été inscrit en 2010 par l'UNESCO sur la liste représentative du patrimoine culturel immatériel de l'humanité,.
La fabrication de tapis est une tradition familiale transférée par voie orale et par la pratique, la fabrication de tapis et la fabrication de tapis étant principalement une profession féminine. Commencer un nouveau tapis signifiait une fête, mais l'achèvement d'un tapis signifiait une célébration encore plus grande pour la famille. Auparavant, des tapis finis étaient disposés devant la maison afin que les passants avec le poids de leurs pieds les rendent encore plus serrés qu'ils ne l'avaient déjà été noués. Pour le processus traditionnel de tapis et de tapis, les hommes ont cisaillé le mouton pour la laine au printemps et en automne, Tandis que les femmes ont recueilli des colorants et des fils de teinture et de teinture au printemps, en été et en automne. Les tapis azerbaïdjanais sont classés dans quatre grands groupes régionaux, à savoir Quba-Shirvan, Ganja-Kazakh, Karabakh et Bakou.

## Tapis du Caucase
Tout comme les autres arts décoratifs, le tissage des tapis crée de puissants liens entre les différentes cultures à la fois dans le temps et l'espace. Par l'association au sein d'une même œuvre d'éléments archaïques et de motifs plus modernes, de fort symboles anciens venus de la nuit des temps et de modes d'expression d'aujourd'hui, l'art du tissage, transmis de génération en génération depuis des siècles, témoigne d'un sens de la tradition, même si la signification profonde des ornements ne garde qu'une valeur décorative. En cela, comme la céramique, l'orfèvrerie ou le costume, l'art du tissage des tapis reflète le brassage des cultures et son influence profonde sur le mode de vie, les échanges commerciaux ainsi que tous les aspects de la vie courante.
Quand on parle du Caucase, lieu de mélanges ethniques et religieux, de contrastes entre divers modes de vie et de bouleversements historiques, il faut observer que ni les particularités techniques, ni le lieu d'origine, ni même les caractères utilisés pour les inscriptions ne sont suffisants pour faire attribuer avec certitude un objet d'art, et plus particulièrement un tapis, à une culture donnée. L'ensemble de tous ces éléments seul permet de tirer des conclusions.
Les « tapis du Caucase » regroupent des œuvres créées pour la plupart au XIXe et dans les premières années du XXe siècle sur le territoire délimité de l'Azerbaïdjan, de l'Arménie et de la Géorgie, entre la chaîne du Caucase et les frontières iranienne et turque. Les tapis du Daghestan se rattachent également au groupe caucasien. Ces tapis se distinguent par leur grande variété, leur richesse dans l'ornementation, une subtile harmonie dans le jeu des gammes des couleurs, et surtout, par le caractère unique de chaque exemplaire, jusqu'au début du XXe siècle, époque pendant laquelle l'apparition des cartons commença pour la reproduction des dessins.

## Histoire
Les tapis du Caucase ont, pour la plupart, été exécutés dans des régions où l'islam était la religion prédominante. Selon les traditions musulmanes, les femmes restaient enfermées dans leurs appartements et la confection des tapis leur permettait d'exprimer leurs facultés de créativité.»
Les plus anciens tapis caucasiens conservés dans les musées datent des XIIIe et XIVe siècles et leur nombre est très réduit. Aux XVIIe et XVIIIe siècles, la confection des tapis cesse d'être un art de cour pour devenir un artisanat populaire. Les uniques exemplaires qui nous sont parvenus de cette période sont de véritables chefs-d'œuvre. Au début du XIXe siècle tout le Caucase fut rattaché à l'Empire russe. Le développement des voies de communication et l'établissement de liaisons maritimes avec les ports des États européens ouvrirent le marché international aux tapis du Caucase, dont la production connut un vif essor.
Tous ces facteurs expliquent que « le XIXe siècle est en quelque sorte l'âge d'or des tapis caucasiens ». Les tapis du Caucase se classent d'après leurs régions principales de production, en groupes et en types qui portent le nom des villages où des villes où ils ont été confectionnés.
La fabrication de tapis est née dans les huttes rurales et avec le temps classé parmi les arts les plus essentiels. Les chefs d'État étaient très appréciés, et les tisserands doués étaient glorifiés par les plus grands poètes. L'histoire du tapis est supposée être divisée en quatre périodes principales suivantes :
I période - le stade précoce du développement de tapis. Le tapis est très simple, sans motif ni motifs. Les premiers palas et djedjims apparaissent.
II période - introduction de la pratique du tissage kilim par la technique de filetage complexe.
III période - tissage de shadda, verni, sumakh, zili. La période de techniques de fouet simple et complexe.
IV Période - introduction du tissage à pile nouée. Du point de vue technique et artistique, cette étape peut être considérée comme l'acmé du tapis.
Le territoire de l'Azerbaïdjan du Sud et du Nord a vu différents états, religions et cultures tribales aller et venir. Il y a toujours une influence mutuelle et une pénétration inévitables entre les cultures voisines, pacifiques ou militantes. Ces processus se sont également traduits par la fabrication de tapis. De nombreux centres de production de tapis sont apparus dans toute l'Azerbaïdjan; Chacun a présenté son propre style spécifique et son école.

## Fabrication
Le tissage des tapis est traditionnellement réservé aux femmes durant l'hiver et en dehors des périodes agricoles. La laine du printemps (yarpaghi) est utilisée pour les surpiqures et la laine d'automne (guzem) est utilisée pour la structure et les nœuds. Avant de pouvoir travailler la laine, elle est d'abord lavée avec de l'eau chaude pour les plus sales. Ensuite la laine est peignée sur un support à carder plusieurs fois, puis passée dans un rouet pour enrouler les fils de laine en pelote. La coloration de la laine est faite à partir de pigments naturels qui varient donc grandement en fonction des régions de production.
Il existe deux grands types principaux de métiers à tisser : les horizontaux et les verticaux. De nos jours ce sont essentiellement les métiers verticaux qui sont utilisés (tapis tissé et tapis noué).

## Neuf techniques de tissage

### Cheten
Cheten est réputé pour être le tapis le plus primitif et archaïque. Il est principalement produit au nord-ouest de l'Azerbaïdjan et dans les plaines de Mughan. En général une structure de natte est à la base du tapis, avant d'y ajouter des fils de couleurs en laine ou en coton.

### Hesir
Ce type de tapis est produit au sud-est du pays (Cəlilabad, Masallı, Lənkəran et Astara). Il a comme particularité d'être tissé à partir de tiges assez épaisses montées sur une base de cordes tendues. Ces tapis assez robustes, pouvant mesurer jusqu'à 7m de long sont utilisés pour isoler du sol.

### Palas
Palas est l'un des plus connus des tapis d'Azerbaïdjan et sa fabrication est très répandue dans tout le pays. Ils sont principalement tissés à base de coton et de laine, mais par le passé ils pouvaient être en soie. Ce tapis est reconnaissable facilement par ses fines lignes verticales colorées sur un fond de couleur plus foncée. Le Palas a même eu l'usage de vêtement.

### Ladi
Ladi est une technique de tissage principalement utilisée de nos jours dans les villages de montagne du sud-est de l'Azerbaïdjan (Yardımlı, Lerik, Astara). Le tissage est effectué sur un métier horizontal. Le Ladi est utilisé en tant que couvre-lit ou tapis de porte.

### Jejim
Jejim est très proche du Palas en termes de fabrication, la différence principale est que les lignes sont sur l'horizontal et les tapis sont comparativement plus petits (3 à 5m de long). Le Jejim d'un touché plus fin était utilisé comme taie d'oreiller, sac de rangement et sac à sel. Ils étaient uniquement ornementaux lorsqu'ils étaient tissés de soie.

### Shedde
Shedde est traditionnellement fabriqué dans les villages de Cəbrayıl, Qubadlı, Laçın, Kəlbəcər et Lemberan. Il utilise la même technique que celle du Palas, mais les lignes sont remplacées par la présence de chameaux alignés.

### Kilim
Kilim utilise une technique qui permet des motifs plus élaborés que ceux du Palas en travaillant sur des zones du tapis, et non sur toute sa largeur. Ainsi le Kilim peut présenter des motifs géométriques avec une alternance de lignes de Palas. Le Gadirga est une variation particulièrement intéressante car il présente des motifs géométriques en zigzag avec une alternance de couleurs très vives et des tons neutres.

### Zili & Verni
Zili & Verni se rapproche en tous points de la technique du Kilim en termes de composition de couleurs et de motifs. Ces tapis ont la particularité d'être réversibles, le motif du recto est le même que celui du verso. Les zones principales de production sont Şirvan, Abşeron, Qazax et Karabakh. Le Zili de l'Absheron (région de Bakou) contient des représentations figuratives d'animaux et d'humains.

### Sumakh
Sumakh est tissé avec la même technique que pour le Zili et Verni et ses dimensions sont standards (2x3m ou 2x4m).

## Écoles de tapis

### L'école de Quba-Bakou-Chirvan
L'école de Quba-Bakou-Chirvan s'étend sur toute la partie nord, nord-est du pays. Les tapis sont généralement de plus petite taille. Les nœuds sont relativement denses : 160 000 à 300 000 nœuds/m2. Les tapis de la région de Bakou sont réputés pour leur couleur vive et la finesse des détails. Les maîtres tapissiers utilisent environ 10 modèles de composition représentant des figures géométriques, des médaillons et des décorations végétales.

### L'école de Gandja-Qazax
L'école de Gandja-Qazax s'étend au nord-ouest. Les tapis sont de taille moyenne avec une faible densité de nœuds entre 60 000 et 120 000 nœuds/m2. Cette école est réputée pour la fabrication de tapis de prière (Gandja, Goranboy et Gədəbəy).

### L'école de Karabakh
L'école de Karabakh est présente à l'ouest et au sud-ouest du pays. La densité est moyenne entre 90 000 et 160 000 nœuds/m2 L'école de Karabakh a largement influencé techniquement et artistiquement les tapis en provenance du Nakhchivan. La prépondérance de motifs végétaux indique l'influence de l'Iran avec des couleurs vives, et des motifs tels que des poissons ou des cornes.